# Psychotria cordobensis
Psychotria cordobensis là một loài thực vật có hoa trong họ Thiến thảo. Loài này được C.M.Taylor miêu tả khoa học đầu tiên năm 1994.